# Methanoliparia
Candidatus Methanoliparia oder einfach Methanoliparia ist eine (vorgeschlagene) Klasse von Archaeen aus dem Phylum (Abteilung) Euryarchaeota mit nur einer einzigen Ordnung Methanoliparales.
Die Archaeen dieser Gruppe können Erdöl in Erdgas, d. h. Methan, umwandeln.
Früher ging man davon aus, dass diese Umwandlung nur durch die Zusammenarbeit verschiedener Organismen möglich ist.
Rafael Laso-Pérez und Gunter Wegener (vom Max-Planck-Institut für Marine Mikrobiologie in Bremen, MPI Bremen) et al. vermuteten aufgrund von Genomanalysen 2019, dass es Archaeen geben müsste, dies ganz alleine können.
Guillaume Borrel und Kollegen definierten ebenfalls anhand von Genomdaten eine Reihe von Markergenen als spezifisch für eine vermutete neue Klasse methanogener, anaerob-methanotropher und kurzkettige Alkane oxidierender Archaeen, die sie Candidatus Methanoliparia nannten. Von diesen Organismen wurde also erwartet, dass sie Öle aufspalten können in Methan (CH4) und Kohlendioxid (CO2).
Ursprüngliche Genomdaten stammten aus dem Golf von Mexiko.
Im Jahr 2021 gelang es dem Bremer Team in Zusammenarbeit mit einem Team aus China, einen Stamm der Typusgattung Ca. Methanoliparum aus einem unterirdischen Ölreservoir zu kultivieren.
Diese Zellen stammen von einem der größten Ölfelder Chinas, dem Shengli-Ölfeld (chinesisch 勝利油田, Pinyin Shènglì Yóutián, englisch Shengli Oil Field, wörtlich „Victory Oil Field“).
Dies ermöglichte es den von der Mikrobe benutzten Stoffwechselpfad genau zu erforschen.
Außerdem entdeckte man, dass Ca. Methanoliparum sich bevorzugt von eher langkettigen Ölen ernährt.
Genanalysen zeigen auch, dass Vertreter der Methanoliparia kosmopolitisch (d. h. über die ganze Welt verteilt) sind, und vom Öltank bis zur Tiefsee nachweisbar sind.
Diese Funde ermöglichen ein ganz neues Verständnis der Ölförderung in unterirdischen Ölvorkommen.
Nach Wegener (2021) eröffnen die weite Verbreitung dieser Organismen und die potenziellen Anwendungsmöglichkeiten als Methanproduzenten eine ganze Reihe künftiger Forschungsfelder.

## Etymologie
Die Vorsilbe Methano- ist neulateinisch methano- ‚zu Methan gehörend‘, der Mittelteil -lipar- ist ebenfalls neulateinisch abgeleitet von altgriechisch λιπαρός liparos, deutsch ‚fett, schmierig‘ (vgl. Lipide). Die Namensgebung deutet an, dass diese Organismen Methan produzieren oder verbrauchen und in ölreichen Umgebungen vorkommen.
- Das Art-Epitheton thermophila (fem., bzw. thermophilum mask.) kommt von gr. θέρμη thermê, deutsch ‚Hitze‘ und φίλος philos, deutsch ‚geliebt, liebend‘; die Bedeutung ist daher „hitzeliebend“.[6]
- Das Art-Epitheton hydrocarbonica bedeutet „Kohlenwasserstoffe betreffend“.[6]

## Beschreibung und Forschungsgeschichte
Erdöl und Gase im Meeresboden stellen eine wichtige Energiequelle benthisch (im und auf dem Boden befindliche) Mikroorganismen dar.
Die Methanogenese ist ein entwicklungsgeschichtlich uralter Stoffwechsel und von zentraler ökologischer Bedeutung, weil sie sich unmittelbar auf die Entwicklung des Erdklimas auswirkt.
Ergebnisse aus den Jahren 2019 ff. deuten darauf hin, dass die Vielfalt des Methan-Stoffwechsels in seinen Varianten bisher wahrscheinlich stark unterschätzt wurde.
Die Gene für de Methyl-Coenzym-M-Reduktase-Komplex (MCR) gelten als Markergene für den Alkan- und Methan-Metabolismus von Archaeen.
Guillaume Borrel et al. berichteten in einer im April 2019 veröffentlichten Studie, über ihre Untersuchung in silico tausender öffentlich zugänglicher Metagenome auf Homologe des MCR.
Sie konnten metagenom-assemblierte Genome (MAGs) identifizieren, die zu potenziell methanogenen, anaerob-methanotrophen Archaeen gehören, die kurzkettige Alkane oxidieren.
Einige dieser MAGs ließen sich bekannten Archaeengruppen zuordnen, darunter
- den Methanomethylicia (ehemals Verstraetearchaeota, Reich Thermoproteati alias „TACK-Superphylum“),
- den Methanonatronarchaeia (Euryarchaeida, Reich Methanobacteriati),
- den Methanophagales (früher ANME-1-Cluster genannt; zu Methanomicrobia, Methanobacteriati),[7]
- dem GoM-Arc1-Cluster (Gulf of Mexico Archaea group I, eine Klade der Methanosarcinales, zu Methanomicrobia, Methanobacteriati)[8] und
- dem ANME-2c-Cluster (Anaerobic Methanotrophs 2c, eine andere Klade der Methanosarcinales, zu Methanomicrobia, Methanobacteriati).[9][10]

Die anderen fünf MAGs waren mit bis dahin bekannten Methanogenen nur entfernt verwandt, umfassten dabei die gesamte Bandbreite der Archaeen, darunter befand sich auch die als Ca. Methanoliparia neu beschrieben Klasse, deren besondere Stoffwechseleigenschaften sich schon andeuteten.
Rafael Laso-Pérez, Gunter Wegener et al. untersuchten im selben Jahr 2019 die Rolle von Archaeen beim anaeroben Abbau von Kohlenwasserstoffen (Alkanen, mineralischen Ölen) in Tiefsee-Ölquellen im Golf von Mexiko, wobei sie ebenfalls verschiedene Gruppen von Archaeen identifizieren konnten, ähnlich wie Borrel et al. kurz zuvor.
Zum einen fanden sich als Oxidierer kurzkettiger Alkane (Ethan und länger) die damals bekannten Gattungen Ca. Argoarchaeum und Ca. Syntrophoarchaeum (beide in der Archaeen-Ordnung Methanosarcinales, letztere dabei im ANME-2-Cluster).
Beide bilden symbiotische Konsortien (Zusammenschlüsse) mit sulfatreduzierenden Bakterien.
Solchen syntrophen Partnerschaften von Kohlenwasserstoff-abbauenden Bakterien und methanogenen Archaeen waren schon bekannt dafür, anaerob Kohlenwasserstoffe abzubauen und dabei Methan zu erzeugen.
Darüber wurden in den Sedimenten eine große Anzahl von Zellen der kurz zuvor genomisch charakterisierten Klasse Ca. Methanoliparia gefunden.
Diese kamen an Öltröpfchen in den Sedimenten in großer Zahl als einzelne Zellen vor, d. h. ohne mit Bakterien oder anderen Archaeen vergesellschaftet zu sein.
Molekulare Analysen ergaben, dass Ca. Methanoliparum die Markergene enthält, die Alkyl- und Methyl-Coenzym-M-Reduktasen (ACR und MCR, respektive) kodieren.
Das Metagenom-assemblierte Genom von Ca. Methanoliparia kodiert für einen vollständigen Methanogeneseweg:
Dieser umfasst neben einer gewöhnlichen (kanonischen) Methyl-Coenzym-M-Reduktase (MCR) auch eine ungewöhnliche und stark abweichende MCR, die mit der von Alkan-abbauenden Archaeen verwandt ist.
Darüber hinaus werden Stoffwechselwege zur Oxidation langkettiger Alkyleinheiten unterstützt.
Diese Archaeen kodieren somit für zwei phylogenetisch unterschiedliche Methyl-Coenzym-M-Reduktasen, die es diesen Organismen erlauben, als Methanerzeuger auf einem Substrat aus langkettigen Alkanen zu gedeihen.
Inkubationsversuche mit verschiedenen Substraten und der Nachweis von Coenzym-M-gebundenen Zwischenprodukten per Massenspektrometrie zeigen, dass Ca. Methanoliparum nicht nur auf einer Vielzahl dieser langkettigen Alkane, sondern auch auf n-Alkylcyclohexanen und n-Alkylbenzolen mit langen n-Alkyl-Resten (geradlinigen Ketten von mindestens 13 C-Atomen, C≥13) gedeiht.
Dagegen wurden kurzkettige Alkane (Ethan bis Oktan) oder Aromaten mit kurzen Alkylketten (C≤12) nicht verstoffwechselt.
Die Archaeen der Gattung Candidatus Methanoliparum können daher alleine, ohne die Mithilfe von Bakterien, den Abbau dieser Kohlenwasserstoffe mit der Methanogenese kombinieren.

## Bedeutung
Ihr Stoffwechselpotenzial und ihr weltweiter und häufiger Nachweis in Kohlenwasserstofflagerstätten (Erdöllagerstätten) lassen vermuten, dass die Vertreter der Klasse Ca. Methanoliparia eine ökologische Schlüsselrolle bei der Umwandlung von langkettigen Alkanen zu Methan in unterirdischen und Tiefsee-Umgebungen spielen.
Die Erkenntnisse belegen die wichtige und vielfältige Rolle von Archaeen in alkanreichen marinen Lebensräumen und belegen eine große funktionelle Vielseitigkeit der Methyl-Coenzym-M-Reduktasen.

## Systematik
Die hier angegebene Systematik der Klasse mit Stand 16. Januar 2022 basiert auf folgenden Quellen:
- (G) – Global Biodiversity Information Facility (GBIF)[15]
- (L) – List of Prokaryotic names with Standing in Nomenclature (LPSN)[6]
- (N) – National Center for Biotechnology Information (NCBI)[16]
- (O) – OneZoom[17]

Euryarchaeota Garrity & Holt 2001 (L)
- Klasse: Methanoliparia (Candidatus Methanoliparia) Borrel et al. 2019 (G,L,N)[1]

- Ordnung: Methanoliparales (Candidatus Methanoliparales) Borrel et al. 2019 (G,L,N,O)

- Familie: Methanoliparaceae (Candidatus Methanoliparaceae) Borrel et al. 2019 (G,L,N)

- Gattung: Methanoliparum – (Ca. Methanoliparum) Borrel et al. 2019 (G,L,N)

- Spezies: Methanoliparum thermophilum (Ca. M. thermophilum) Borrel et al. 2019 – Typus (G,L,N,O) mit Stamm NM1a
- Spezies: Candidatus Methanoliparum sp. LAM-1 (N) – Fundstelle der Probe: 新堀村 englisch Niibori (village) bei Sakata, Präfektur Yamagata, 8. August 2015 („fomation water/oil filed“)
- Spezies: M. sp8915u (G)

- Familie: Candidatus Methanollivieraceae Borrel et al. 2019 (G,L,N)

- Gattung: Candidatus Methanolliviera Borrel et al. 2019 (G,L,N)

- Spezies: Candidatus Methanolliviera hydrocarbonica corrig. Borrel et al. 2019 – Typus, (L) mit Schreibvariante Ca. M. hydrocarbonicum Borrel et al. 2019 (G,L,N,O) – mit Stamm NM1b
- Spezies: Methanolliviera sp902158735 (G)

- ohne Gattungszuweisung (trotz ihres Namens): (N)

- Spezies: Candidatus Methanolliviera sp. GoM_asphalt
- Spezies: Candidatus Methanolliviera sp. GoM_oil